# Jamba Ulengo
Pas d'image ? Cliquez ici

a Compétitions nationales et continentales officielles uniquement.

b Matchs officiels uniquement.
Dernière mise à jour le 28 juin 2024.
Jamba Isaac Ulengo, né le 7 janvier 1990 à Vryburg (Afrique du Sud), est un joueur international sud-africain de rugby à sept et à XV qui joue au poste d'ailier pour les Griffons. 

## Biographie

### Carrière internationale

#### Rugby à sept
Il a joué pour l'équipe nationale de rugby à sept de 2012 à 2014, avec laquelle il remporte la médaille d'or des jeux mondiaux en 2013,.

#### Rugby à XV
Il est sélectionné en équipe nationale à quinze en 2016 au cours de la tournée d'automne en Europe.